# I Gvangszu (író)
I Gvangszu (hangul: 이광수, handzsa: 李光洙, RR: Yi Gwang-su; 1892. március 4. – 1950. október 25.) koreai író, akinek 1917-ben írt Mudzsong (무정, „Szívtelen”, Mujong) című regényét az első koreai modern regényként tartják számon.

## Élete és pályafutása
A mai Észak-Korea területén született a Csoszon (Joseon)-korban, hamar elárvult, a falubeliek nevelték fel. A cshondoista (Cshondogjo (Cheondogyo), 천도교) szektához csatlakozott, akik finanszírozták tanulmányait Tokióban, ahol anyanyelvi szinten megtanult japánul, első műveit is japán nyelven írta. A Vaszeda Egyetemen filozófiát tanult. A szigetországban töltött évei alatt ismerkedett meg a modern nyugati irodalommal, ennek hatására írta meg az 1917-ben újságban részletekben publikált Mudzsong (무정, „Szívtelen”, Mujong) című regényét, ami azonnali hírnevet szerzett számára a művelt koreaiak körében. I (Yi) elvált első feleségétől (elrendezett házasság volt), és nőül vett egy modern gondolkodású orvostanhallgatót.
1919-től aktívan részt vett a függetlenségi mozgalomban, újságíróként működve élesen kritizálta a japán gyarmatosítókat, az ideiglenes kormánnyal is kapcsolatban állt. Az 1920-as évek elején az egyik legjobban fizetett koreai újságíró volt. 1937-ben nacionalista-függetlenségi tevékenysége miatt rövid időre letartóztatták. Ezt követően gyökeresen megváltozott a véleménye Korea helyzetéről, kollaboránssá vált, a japán propaganda egyik legnagyobb terjesztőjévé, és az elsők között vett fel japán nevet. Nézetei radikális változásának oka nem ismeretes.
Ezt követően számos kritika érte, 1946-ban el kellett válnia feleségétől, hogy megakadályozza a család vagyonának teljes elvesztését, majd 1949-ben kollaboráns múltja miatt le is tartóztatták, de elengedték. A koreai háború során, 1950-ben az észak-koreai csapatok egy rövid időre elfoglalták Szöult, és szeptemberben több más értelmiségivel együtt I (Yi)t is elhurcolták Észak-Koreába, ahol októberben életét vesztette.